# Brachinus kavanaughi
Brachinus kavanaughi är en skalbaggsart som beskrevs av Terry Erwin. Brachinus kavanaughi ingår i släktet Brachinus och familjen jordlöpare. Inga underarter finns listade i Catalogue of Life.